# Nāḩiyat Shuyūkh Taḩtānī
Nāḩiyat Shuyūkh Taḩtānī (arabiska: ناحية شيوخ تحتاني, شيوخ تحتاني) är ett subdistrikt i Syrien.   Det ligger i provinsen Aleppo, i den norra delen av landet, 400 km norr om huvudstaden Damaskus.
Trakten runt Nāḩiyat Shuyūkh Taḩtānī består till största delen av jordbruksmark. Runt Nāḩiyat Shuyūkh Taḩtānī är det ganska tätbefolkat, med 86 invånare per kvadratkilometer.